# 수도고속도로 도심 환상선

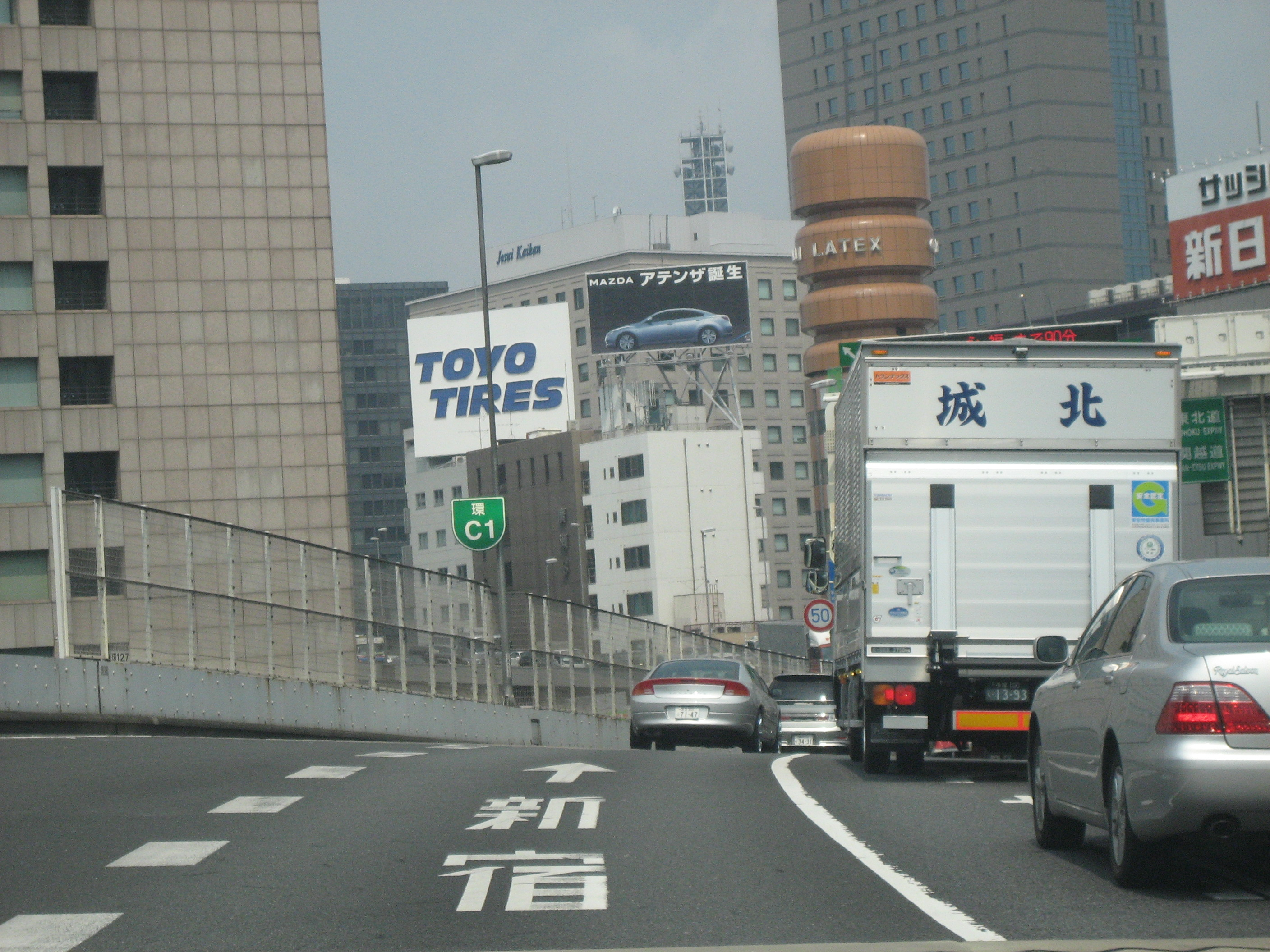
간다바시 부근

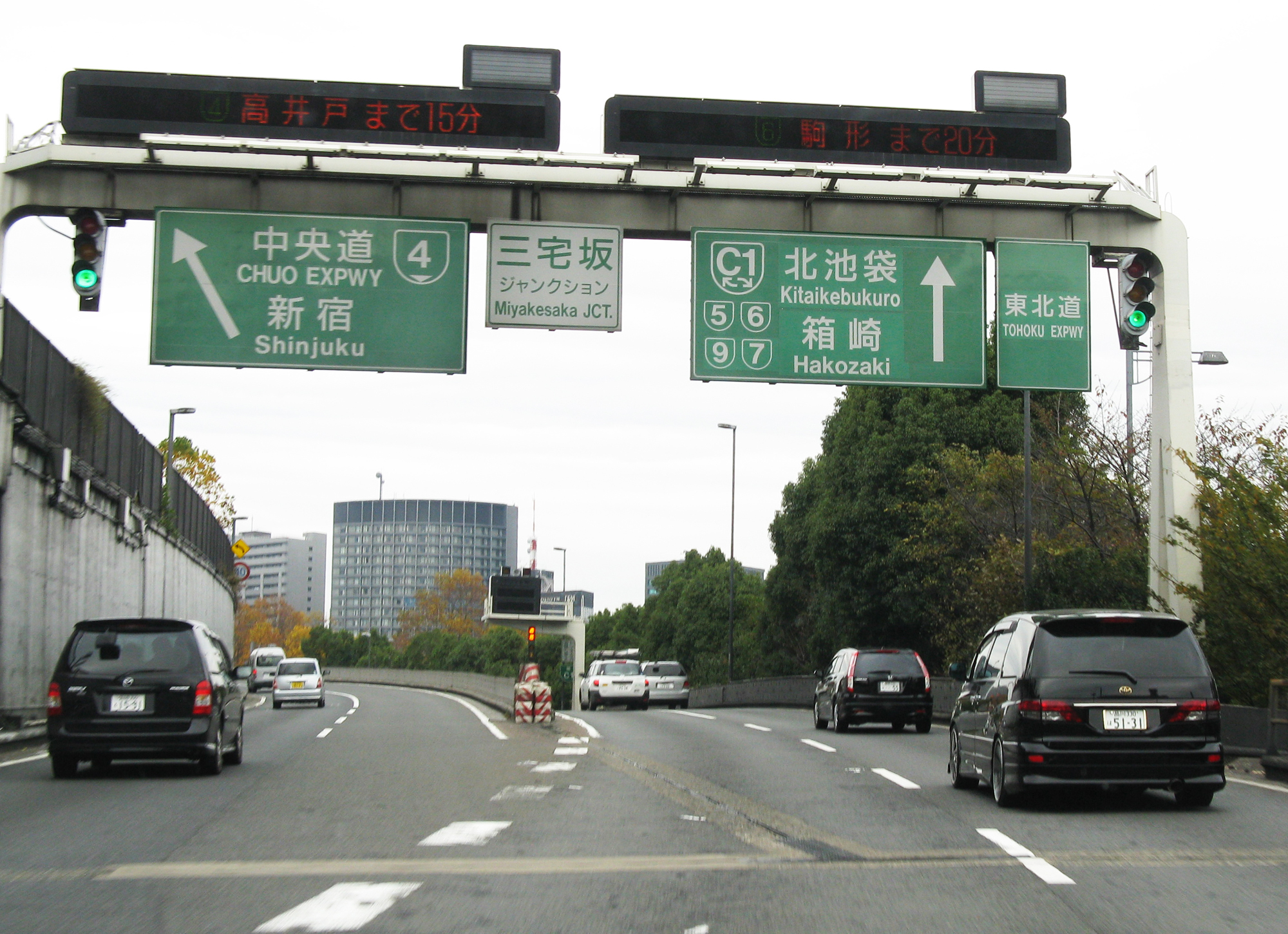
미야케자카 분기점

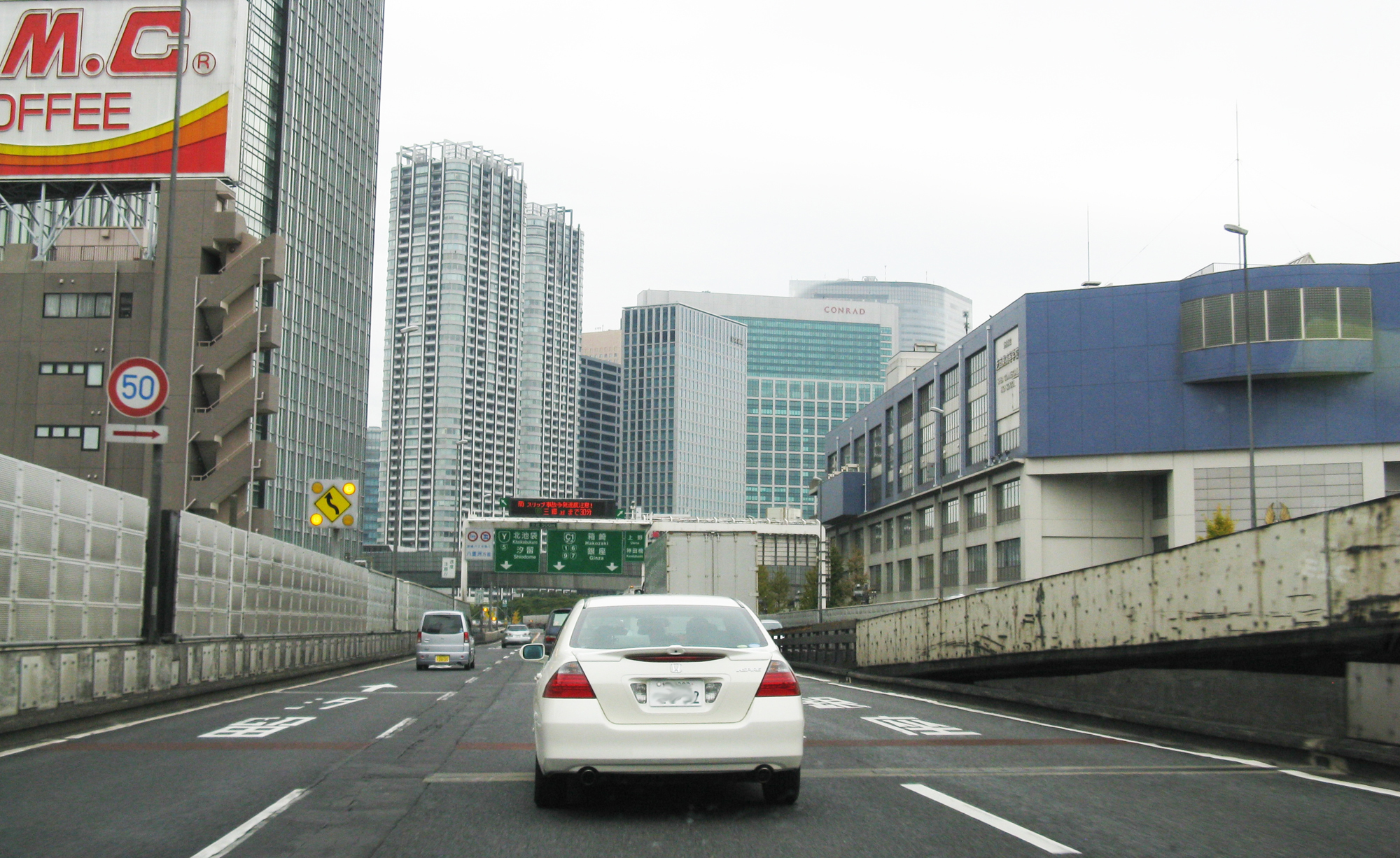
시오도메 주변

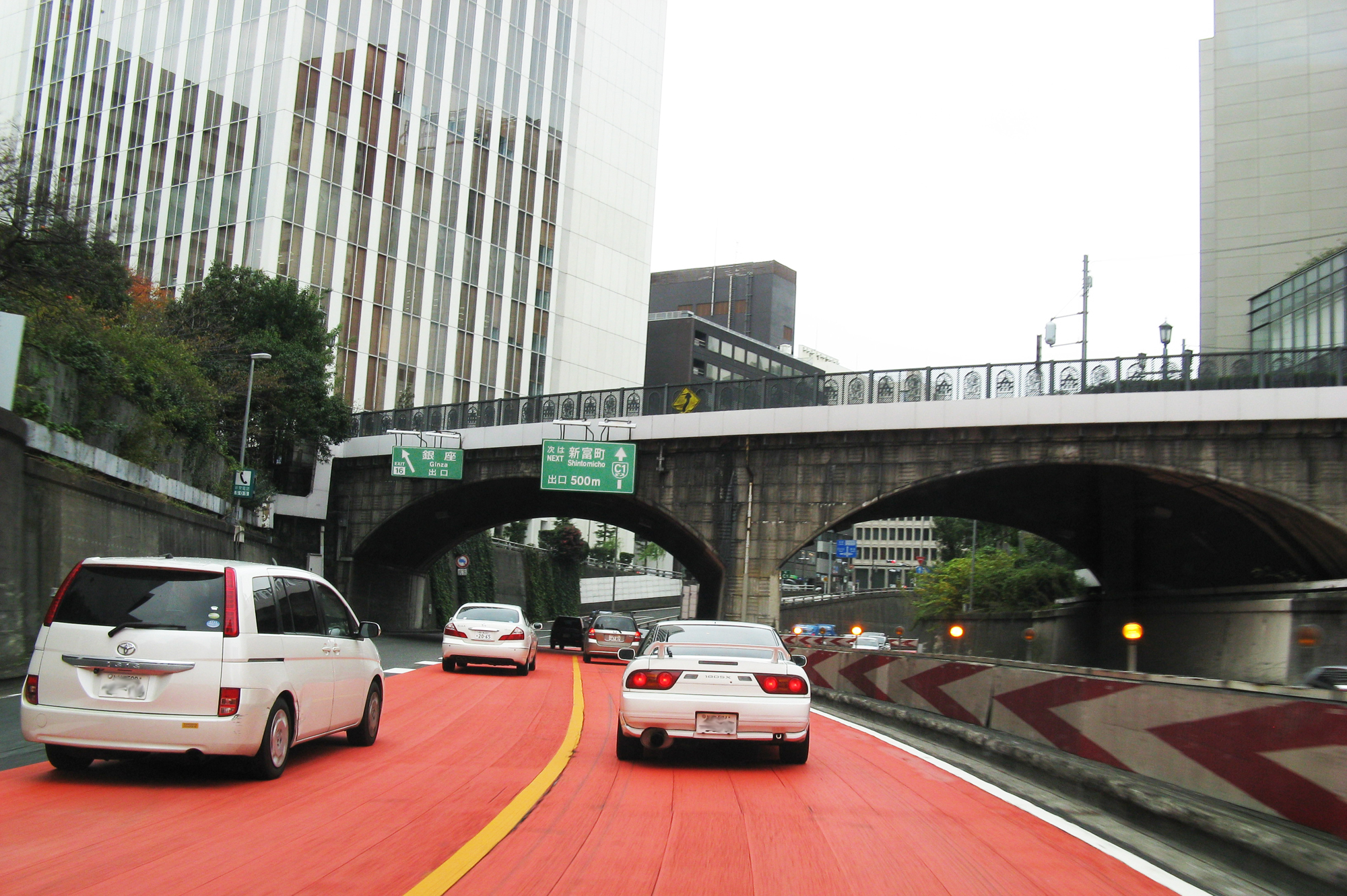
긴자 주변

수도고속도로 도심 환상선(일본어: 首都高速都心環状線, しゅとこうそくとしんかんじょうせん 슈토코소쿠토신칸조센[*])은 수도고속도로 도쿄 도내 순환 노선의 하나로 주오구, 미나토구, 지요다구(도심 3구)를 경유하는 연장 14.8km의 노선이다. 에도바시 분기점부터 다케하시 분기점을 거쳐 다니마치 분기점에 이르는 구간은 아시안 하이웨이 1호선()으로 지정되어 있다.
본문에서는 도쿄도 주오구의 교바시 분기점과 히가시긴자 나들목 사이를 잇는 수도고속도로 8호선(일본어: 首都高速8号線, しゅとこうそくはちごうせん 슈토코소쿠하치고센[*])에 대해서도 기술한다.

## 개요
도쿄의 도심 안쪽을 고리형으로 연결하는 순환 도로로, 간선 고속도로나 다른 주요 도로들과 연결된 방사형 수도고속도로와의 접속을 돕는다.
한 바퀴를 도는데 걸리는 시간은 도로가 정체되지 않을 때 약 15분이나, 교통량이 많아 정체가 자주 발생하므로 실제로는 더 오래 걸린다. 도심 환상선은 편도 2차선으로 되어있어, 통행량에 비해서는 좁은 편이다. 비교적 교통량이 적은 심야에도 차선을 막고 공사가 이루어지는 경우에는 정체가 발생하기도 한다. 도심 환상선의 교통량이 이 정도로 많은 데에는 수도고속도로에 다른 순환 노선이 없으며, 교외에서 교외로의 이동 시에도 수도고속도로를 이용하기 때문에 도심 환상선을 경유하지 않을 수 없기 때문이다.
2009년부터는 수도고속도로에서의 안내에 화살표를 사용하여 보다 쉬운 이해를 돕고 있다.

## 역사
- 1962년 12월 20일: 교바시 나들목 ~ 하마자키바시 분기점 4.5 km 구간 개통.
- 1963년 12월 21일: 고후쿠바시 나들목 ~ 교바시 나들목 1.9 km 구간 개통.
- 1964년 8월 2일: 미야케자카 분기점 ~ 고후쿠바시 나들목 구간 개통.
- 1964년 9월 21일: 가스미가세키 나들목 ~ 미야케자카 분기점 구간 개통.
- 1964년 10월 1일: 하마자키바시 분기점 ~ 시바코엔 나들목 구간 개통.
- 1967년 7월 4일: 시바코엔 나들목 ~ 가스미가세키 나들목 구간이 개통됨에 따라 전 구간이 개통됨.

## 구성
차로수
- 에도바시 분기점 본선: 왕복 2차로(각 1차로)
- 에도바시 분기점 ~ 시오도메 분기점, 하마자키바시 분기점 ~ 에도바시 분기점: 왕복 4차로(각 2차로)
- 시오도메 분기점 ~ 하마자키바시 분기점: 왕복 6차로(각 3차로)

총 연장
- 본선 14.3 km
- 기타 0.5 km

제한 속도
- 에도바시 분기점 본선, 하마자키 분기점 본선: 40 km/h
- 이외의 구간: 50 km/h

## 구조물 목록
여기에서 JCT는 분기점(Junction)의 약자이고, 거리 단위는 km이다.
| 번호                                        | 이름                                        | 일본어 이름                                 | 구간 거리                                   | 누적 거리                                   | 접속 노선                                                                 | 소재지                                      | 소재지                                      | 비고                                        |
| (C1)도심 환상선 기타이케부쿠로, 신주쿠 방면 | (C1)도심 환상선 기타이케부쿠로, 신주쿠 방면 | (C1)도심 환상선 기타이케부쿠로, 신주쿠 방면 | (C1)도심 환상선 기타이케부쿠로, 신주쿠 방면 | (C1)도심 환상선 기타이케부쿠로, 신주쿠 방면 | (C1)도심 환상선 기타이케부쿠로, 신주쿠 방면                               | (C1)도심 환상선 기타이케부쿠로, 신주쿠 방면 | (C1)도심 환상선 기타이케부쿠로, 신주쿠 방면 | (C1)도심 환상선 기타이케부쿠로, 신주쿠 방면 |
| ------------------------------------------- | ------------------------------------------- | ------------------------------------------- | ------------------------------------------- | ------------------------------------------- | ------------------------------------------------------------------------- | ------------------------------------------- | ------------------------------------------- | ------------------------------------------- |
| -                                           | 에도바시 분기점                             | 江戸橋JCT                                   | -                                           | 0.0                                         | 수도고속도로 1호선 우에노 선 수도고속도로 6호선 무코지마 선               | 도쿄도                                      | 주오구                                      |                                             |
| 11                                          | 다카라초 나들목                             | 宝町出入口                                  | 0.8                                         | 0.8                                         |                                                                           | 도쿄도                                      | 주오구                                      | 에도바시 방향만 출입 가능                   |
| -                                           | 교바시 분기점                               | 京橋JCT.                                    | 0.2                                         | 1.0                                         | 수도고속도로 8호선                                                        | 도쿄도                                      | 주오구                                      |                                             |
| 12                                          | 교바시 나들목                               | 京橋出入口                                  | 0.6                                         | 1.6                                         |                                                                           | 도쿄도                                      | 주오구                                      | 하마자키바시 방향만 출입 가능               |
| 13                                          | 신토미초 나들목                             | 新富町出口                                  | 0.1                                         | 1.7                                         | 도쿄도도 제50호 도쿄 이치카와 선                                          | 도쿄도                                      | 주오구                                      | 에도바시 방향만 진출 가능                   |
| 14                                          | 신토미초 나들목                             | 新富町出口                                  | 0.2                                         | 1.9                                         | 도쿄도도 제50호 도쿄 이치카와 선                                          | 도쿄도                                      | 주오구                                      | 하마자키바시 방향만 진출 가능               |
| 15                                          | 긴자 나들목                                 | 銀座出入口                                  | 0.1                                         | 2.0                                         | 하루미도리                                                                | 도쿄도                                      | 주오구                                      | 에도바시 방향만 출입 가능                   |
| 16                                          | 긴자 나들목                                 | 銀座出入口                                  | 0.5                                         | 2.5                                         | 하루미도리                                                                | 도쿄도                                      | 주오구                                      | 하마자키바시 방향만 출입 가능               |
| 18                                          | 시오도메 나들목                             | 汐留出入口                                  | 0.7                                         | 3.2                                         | 도쿄도도 제316호 가이간도리                                               | 도쿄도                                      | 주오구                                      | 하마자키바시 방향만 출입 가능               |
| -                                           | 시오도메 분기점                             | 汐留JCT                                     | 0.2                                         | 3.4                                         | 수도고속도로 야에스 선                                                    | 도쿄도                                      | 주오구                                      |                                             |
| -                                           | 시오도메 분기점                             | 汐留JCT                                     | 0.2                                         | 3.4                                         | 수도고속도로 야에스 선                                                    | 도쿄도                                      | 미나토구                                    |                                             |
| -                                           | 하마자키바시 분기점                         | 浜崎橋JCT                                   | 0.9                                         | 4.3                                         | 수도고속도로 1호선 하네다 선                                              | 도쿄도                                      |                                             |                                             |
| 19                                          | 시바코엔 나들목                             | 芝公園出入口                                | 0.9                                         | 5.2                                         | 도쿄도도 제319호 환상 3호선                                               | 도쿄도                                      | 하마자키바시 방향만 출입 가능               |                                             |
| 20                                          | 시바코엔 나들목                             | 芝公園出入口                                | 0.5                                         | 5.7                                         | 도쿄도도 제319호 환상 3호선                                               | 도쿄도                                      | 다니마치 방향만 출입 가능                   |                                             |
| -                                           | 이치노하시 분기점                           | 一ノ橋JCT                                   | 0.8                                         | 6.6                                         | 수도고속도로 2호선 메구로 선                                              | 도쿄도                                      |                                             |                                             |
| 21                                          | 이쿠라 나들목                               | 飯倉出入口                                  | 0.6                                         | 7.2                                         | 도쿄도도 제415호 다카나와 아사부 선                                       | 도쿄도                                      | 이치노하시 방향만 출입 가능                 |                                             |
| -                                           | 다니마치 분기점                             | 谷町JCT                                     | 0.6                                         | 7.8                                         | 수도고속도로 3호선 시부야 선                                              | 도쿄도                                      |                                             |                                             |
| 23                                          | 가스미가세키 나들목                         | 霞が関出入口                                | 1.0                                         | 8.8                                         | 도쿄도도 제412호 롯폰기도리                                               | 도쿄도                                      | 지요다구                                    | 다니마치 방향만 출입 가능                   |
| 24                                          | 가스미가세키 나들목                         | 霞が関出入口                                | 0.4                                         | 9.2                                         | 도쿄도도 제412호 롯폰기도리                                               | 도쿄도                                      | 지요다구                                    | 미야케자카 방향만 출입 가능                 |
| -                                           | 미야케자카 분기점                           | 三宅坂JCT                                   | 1.0                                         | 10.2                                        | 수도고속도로 4호선 신주쿠 선                                              | 도쿄도                                      | 지요다구                                    |                                             |
| 25                                          | 다이칸초 나들목                             | 代官町出入口                                | 1.4                                         | 11.6                                        | 다이칸초도리                                                              | 도쿄도                                      | 지요다구                                    | 미야케자카 방향만 출입 가능                 |
| 26                                          | 기타노마루 나들목                           | 北の丸出口                                  | 0.4                                         | 12.0                                        |                                                                           | 도쿄도                                      | 지요다구                                    | 다케바시 방향만 진출 가능                   |
| -                                           | 다케바시 분기점                             | 竹橋JCT                                     | 0.3                                         | 12.3                                        | 수도고속도로 5호선 이케부쿠로 선                                          | 도쿄도                                      | 지요다구                                    |                                             |
| 27                                          | 간다바시 나들목                             | 神田橋出入口                                | 0.6                                         | 12.9                                        | 도쿄도도 제402호 니시키초 유라쿠초 선 도쿄도도 제403호 오테마치 유시마 선 | 도쿄도                                      | 지요다구                                    | 다케바시 방향만 출입 가능                   |
| 29                                          | 간다바시 나들목                             | 神田橋出入口                                | 0.3                                         | 13.2                                        | 도쿄도도 제402호 니시키초 유라쿠초 선 도쿄도도 제403호 오테마치 유시마 선 | 도쿄도                                      | 지요다구                                    | 에도바시 방향만 출입 가능                   |
| -                                           | 간다바시 분기점                             | 神田橋JCT                                   | 0.1                                         | 13.3                                        | 수도고속도로 야에스 선                                                    | 도쿄도                                      | 지요다구                                    |                                             |
| 30                                          | 고후쿠바시 나들목                           | 呉服橋出入口                                | 0.7                                         | 14.0                                        | 도쿄도도 제405호 소토보리 환상선                                          | 도쿄도                                      | 주오구                                      | 에도바시 방향만 출입 가능                   |
| 31                                          | 에도바시 나들목                             | 江戸橋出入口                                | 0.2                                         | 14.2                                        | 쇼와도리                                                                  | 도쿄도                                      | 주오구                                      | 간다바시 방향만 출입 가능                   |
| -                                           | 에도바시 분기점                             | 江戸橋JCT                                   | 0.1                                         | 14.3                                        | 수도고속도로 1호선 우에노 선 수도고속도로 6호선 무코지마 선               | 도쿄도                                      | 주오구                                      |                                             |
| (C1)도심 환상선 하네다, 긴자 방면           |                                             |                                             |                                             |                                             |                                                                           |                                             |                                             |                                             |

## 수도고속도로 8호선
수도고속도로 8호선(일본어: 首都高速8号線, しゅとこうそくはちごうせん 슈토코소쿠하치고센[*])은 교바시 분기점부터 시라우오바시 요금소를 경유해 히가시긴자 나들목에서 도쿄 고속도로와 연결되는 수도고속도로의 노선이다.
총 연장은 0.5 km로, 이 중에서 0.4 km는 접속 램프부이기 때문에 실질적으로 8호선 본선은 0.1 km로 짧다. 때문에 도심 환상선의 일부로 안내되고 있다.

### 역사 (8호선)
- 1966년 7월 2일: 교바시 분기점 ~ 히가시긴자 나들목 구간 개통

### 구성 (8호선)
차로수
- 전 구간 3차선 (교바시 방면 1차선, 히가시긴자 방면 2차선)

총 연장
- 본선 0.1 km
- 기타 0.4 km

제한 속도
- 전 구간 40 km/h

### 시설물 목록 (8호선)
여기에서 JCT는 분기점(Junction)의 약자이고, 거리 단위는 km이다.
| 번호               | 이름                | 일본어 이름          | 구간 거리 | 누적 거리 | 접속 노선                | 소재지 | 소재지 | 비고                        |
| ------------------ | ------------------- | -------------------- | --------- | --------- | ------------------------ | ------ | ------ | --------------------------- |
| -                  | 교바시 분기점       | 京橋JCT              | -         | 0.0       | 수도고속도로 도심 환상선 | 도쿄도 | 주오구 |                             |
| -                  | 시라우오바시 요금소 | 白魚橋料金所・乗継所 | -         | -         |                          | 도쿄도 | 주오구 |                             |
| 33                 | 히가시긴자 나들목   | 東銀座出口           | 0.1       | 0.1       |                          | 도쿄도 | 주오구 | 교바시 방면에서만 진출 가능 |
| 도쿄 고속도로 직결 |                     |                      |           |           |                          |        |        |                             |

## 비고
도심 환상선을 공도 레이스와 같이 속도를 내서 주회하는 차가 있다. 이것은 룰렛족이라고 불리는 위법경주형 폭주족으로 주말 밤이 되면 자주 출현하고, 일주에 요하는 타임을 주로 겨룬다. 급커브가 많은 도심 환상선을 최고 속도를 넘은 속도로 주행하는 것은 타 차량도 사고에 말려들게 하는 우려가 있어, 대단히 위험하다. 룰렛족은 수도고속도로 상의 파킹 에어리어(휴게소)를 집합소로 하는 경우가 많기 때문에 룰렛족 대책으로 토요일 심야에는 주요 파킹 에어리어의 이용 제한이, 또 수도고속도로 관제실(고속도로 교통경찰대)에서 비디오 카메라를 채용한 감시도 행하여지고 있다.
픽션의 세계에서는 만화 "완간 미드나이트", 영화 "수도고속 트라이얼", 게임 "수도고 배틀" 등이 그것을 모티프로 해서 만들어졌다. 물론 작품 내용을 흉내낸 운전은 대단히 위험하므로, 이를 실행하였을 경우는 도로교통법 위반죄가 성립, 검거된다.
한편, 도심 환상선의 제한 속도는 대부분의 구간이 50 km/h이지만 비어 있는 시간대에는 제한 속도를 상회할 만큼의 교통 흐름이 되고 있다.
또 수도고속도로에서도 설계가 낡은 노선이다. 급커브가 많은 것 이외에도 차선의 일부가 교각에서 매듭지어지고 있는 부분이 있기 때문에 주행에 충분히 주의가 필요하다.

## 교통량
2005년도 일본 도로교통 센서스에 의한 지점별 평일 24시간 교통량은 다음과 같다.
- 주오구 핫초보리 3초메 2: 93,227
- 지요다구 기타노마루코엔 2: 120,994
- 미나토구 롯폰기 5초메 18: 114,405
- 미나토구 시바 3초메 2: 121,921

## 같이 보기
- 수도고속도로
- 도쿄 고속도로
- 간토 지방의 도로 목록